# Peltoperla nigrifulva
Peltoperla nigrifulva är en bäcksländeart som beskrevs av Wu, C.F. 1962. Peltoperla nigrifulva ingår i släktet Peltoperla och familjen Peltoperlidae. Inga underarter finns listade i Catalogue of Life.